# ایوان لکو
ایوان لکو (کرواتی: Ivan Leko؛ زادهٔ ۷ فوریهٔ ۱۹۷۸) بازیکن سابق و مربی کنونی فوتبال اهل کرواسی است. او هم‌اکنون هدایت تیم باشگاه فوتبال رویال آنتورپ  را بر عهده دارد.